# Link 16
Link 16 (TADIL J) — тип военной тактической сети обмена данными, близкому к реальному. Используется США и странами НАТО. Является одной из составных частей семейства тактических сетей передачи данных TADIL (англ. Tactical Digital Information Link). Это коммуникационная, навигационная и идентификационная система, которая поддерживает обмен данных между тактическим командованием, самолётами, кораблями и наземными подразделениями. Связь осуществляется на ультравысокой частоте (дециметровые волны). Скачкообразная перестройка частоты обеспечивает безопасность. Разделение ресурсов канала осуществляется по принципу TDMA (time division multiple access), в котором временные интервалы распределяются среди всех участников сети для передачи и для приёма данных. Link 16 обеспечивает передачу графических изображений, текстовых сообщений, а также два канала передачи голоса со скоростью 2,4 и/или 16 кбит/с. Link 16 определён как один из цифровых сервисов в рамках MIDS (Multifunctional Information Distribution System, многофункциональная система распределения информации), описанный в стандарте НАТО (NATO’s Standardization Agreement) STANAG 5516 Ed.4 «Tactical Data Exchange — Link 16». Сама сеть Link 16 описана Стандартом министерства обороны США MIL-STD-6016. Разработка Link 16, интеграция системы в войсках и техническое обслуживание осуществлялось Marconi Aerospace, затем GEC-Marconi Hazeltine Corporation, Electronic Systems Division, а затем BAE Systems Electronics & Integrated Solutions совместно с Rockwell Collins.

## Терминология
Link 16 — общее понятие, описывающее сеть обмена данных с определёнными характеристиками. Конкретные программно-аппаратные средства, реализующие сеть этого типа (аппаратура, программное обеспечение, радиоканал) могут носить другие названия:
- TADIL (Tactical Digital Information Link) — унифицированный термин, используемый во всех родах войск США. Этот термин описывает целое семейство сетей, сети Link 16 соответствует обозначение TADIL J;
- JTIDS (Joint Tactical Information Distribution System) — термин, используемый в ВМС США;
- MIDS (Multifunctional Information Distribution System) — термин, используемый в НАТО.

На практике очень часто не делается различия между стандартом и его конкретной реализацией, и термин «Link 16» используется как синоним ко всем трём указанным выше обозначениям.

## Особенности
Link 16 обеспечивает передачу в реальном времени тактической информации между подразделениями вооружённых сил США и стран НАТО. Некоторые функции Link 16 аналогичны функциям Link-4A и Link 11, однако Link 16 обладает следующими специфическими чертами:
- TDMA
- Отсутствие управляющей станции (Nodelessness);
- Помехозащищённость;
- Ультравысокая частота, на линии видимости;
- Гибкость передачи данных;
- Изменяемое число участников обмена;
- Изменяемая скорость обмена;
- Сетевая навигация;
- Шифрование сообщения и передачи;
- Идентификация «Свой-чужой»;
- Управление, координация действий;
- Передача на различной меняющейся частоте (псевдослучайная перестройка рабочей частоты);

## Протокол передачи
Для передачи информации по радиоканалу от различных источников Link 16 использует множественный доступ с разделением по времени. В течение одного цикла передачи информации каждому участнику информационного обмена выделяется определённый период времени (временной слот), в течение которого он производит передачу данных в монопольном режиме. Каждому участнику обмена присваивается уникальный восьмеричный пятизначный номер (JTIDS UNIT number, JU), таким образом, допустимое количество пользователей — до 32767. JU идентифицирует участника обмена и предопределяет расположение временных слотов, в которых участник передаёт и принимает информацию. Каждый временной слот имеет длину 1/128 с или 7,8125 мс. Передатчик работает в диапазоне 960—1215 МГц. Недостатком использования этих частот является конфликт с системой радиолокационного опознавания («Свой-чужой»), работающей на схожих частотах. Связь осуществляется при прямой видимости на расстоянии до 300 миль. Информация передаётся на одной из трёх скоростей: 31,6, 57,6 или 115,2 кбит/с, несмотря на то, что максимальная пропускная способность радиоканала достигает 268 кбит/с..

### Псевдослучайная перестройка рабочей частоты
Когда участник обмена передаёт данные, его передатчик каждые 13 микросекунд (77800 раз в секунду) изменяет частоту несущей, перескакивая по псевдослучайному закону на одну из 51 фиксированных частот, используемых Link 16. Скачки частоты повышают помехоустойчивость системы, увеличивают безопасность и целостность передаваемой информации. Шаблон прыжков по частотам уникален для каждого пользователя.

### Формат сообщений
Передача данных осуществляется последовательно словами длиной 70 бит. В течение временного слота может быть передано 3, 6 или 12 слов в зависимости от режима упаковки данных (стандартная, двойная, четверная). Сообщение Link 16 обычно состоит из 1, 2 или 3 слов. Сообщения бывают трёх типов: фиксированный формат, свободный текст или переменный формат. Сообщения фиксированного формата (J-series messages) используются для передачи тактической информации, сообщения типа «свободный текст» — для передачи голоса, сообщения переменного формата — содержат информацию, длина и содержание которой определяется пользователем. ВМС США не использует сообщения переменного формата.

### Подсеть
Пользователи объединяются в функциональные группы NPG (Network Participation Group). Временные интервалы для NPGs в каждом кадре выделяются определённым функциям. NPG определена её функцией, типы сообщений передаваемые по ней также определены. Можно увеличить коммуникационный потенциал за счёт объединения сетей, в которых различные группы участников будут передавать данные в один и тот же временной интервал в разных сетях. Объединение сетей подразумевает наличие пользователей из разных сетей, занимающих одни и те же временные блоки.

## Архитектура

### Отсутствие управляющей станции
В ранних протоколах передачи данных (например, Link 11) необходима управляющая станция, которая организует работу сети. В случае выхода управляющей станции из строя, передача данных невозможна. В Link 16 выделенная станция не предусмотрена. Когда инициируется передача данных по каналу Link 16, один из участников обмена передаёт «сетевую временную метку» (Network Time Reference, NTR). Получив временную метку, все остальные участники обмена синхронизируются, после чего работа сети не зависит от участия в ней какого-либо конкретного устройства.

### Безопасность
По сравнению с Link 11, безопасность передачи данных в Link 16 значительно улучшена. Вся информация в Link 16 шифруется. Форма передаваемых сигналов меняется по псевдослучайному закону. К сигналу добавляется псевдослучайный шум, который совместно со скачками частоты чрезвычайно затрудняет перехват и подавление сигнала.

### Группы участников
Временные слоты Link 16 могут быть разбиты на группы. Каждая группа определяется её функцией и задаёт типы передаваемых сообщений. Основные группы, используемые в ВМС США следующие:
- Наблюдение (Surveillance);
- Электронное противодействие (Electronic Warfare);
- Управление операцией (Mission Management);
- Координация оружия (Weapons Coordination);
- Управление воздушным движением (Air Control);
- Истребитель-истребитель (Fighter-to-Fighter);
- Защищённая телефония (Secure Voice):
- Точная локализация и статус участника (Precise Participant Location and Identification (PPLI) and Status).

Деление сети на группы позволяет участнику обмениваться информацией только с теми участниками, которые требуются ему для выполнения задачи. Пользователей можно разделить на два класса: С2 (Command and Control) и non-C2. C2-участник сети способен направлять действия других участников. Non-C2 участник с ограниченными возможностями на управление деятельности других участников. Большинство военно-морских подразделений командования и управления, как надводные, так и воздушные, участвуют во всех определённых группах, кроме «Истребитель-истребитель».

## Защита информации
Сообщения и передача шифруются. Передача шифруется с использованием защиты времени передачи — time-based transmission security (TSEC). Получатель и отправитель должны иметь одинаковый TSEC алгоритм и переменные в нём. Для расшифровки данных, содержащихся в передаче, одинаковые переменные в message security (MSEC) алгоритме. Терминал может использовать до 4 пар криптографических ключей, которые хранятся в 8 ячейках памяти SDU. Для защиты от помех при кодировании используются коды Рида-Соломона

### Терминал
TADIL терминал состоит из приёмника/передатчика, антенной системы, вычислительной системы (digital processing group DPG), модуля питания и модуля безопасности (secure data unit SDU). SDU типа KGV-8 хранит ключи для осуществления безопасных коммуникационных функций. Если SDU отделяется от терминала, то ключ моментально стирается. В блоке существует разъём для загрузки ключей шифрования. У некоторых юнитов может отсутствовать передатчик, если им необходимо только получать информацию — небольшие не командные подразделения.

### Передача и приём сообщений
Терминал передаёт сообщение на SDU, который шифрует сообщение. Вычислительная система на основе ключа рисует псевдослучайную последовательность скачкообразной перестройки частоты. Эта модель обеспечивает псевдослучайную перестройку частоты, распределение частоты для помехозащищённости и низкую вероятность перехвата сообщения.
Терминал осуществляет приём сообщений на определённой последовательности частот, которую он получил от SDU. Затем он передаёт сообщение в SDU для расшифровки сообщения и получает ответ для хоста.

### Режим общего ключа и разделённых ключей
Режим общего ключа — Common Variable Mode (CVM). В этом режиме терминал генерирует псевдослучайную последовательность для TSEC, а также обеспечивает MSEC, используя один криптографический ключ. В этом случае присваивается единая метка шифрования (crypto variable logic label CVLL) для MSEC и TSEC.
Режим разделённых ключей — Partitioned Variable Mode (PVM). В этом режиме для генерации псевдослучайной последовательности для шифрования сообщения используется один криптографический ключ, и отдельный ключ используется для генерации псевдослучайной последовательности для передачи сообщения.

### Безусловная передача
Сообщения для безусловной передачи исправляются, кодируются, TSEC скрываются для повторной передачи. Эти сообщения не расшифровываются. Пользователи с этой функцией могут получать и передавать, не расшифровывая сообщение. Они обладают TSEC ключом для приёма сообщения, но не обладают MSEC.

### Ежедневный стандарт смены ключей
США и НАТО приняли конвенцию, которая предусматривает, что TADIL J сети должны менять ключи раз в день. Терминалы могут быть загружены ключами для двух дней работы с автоматической сменой ключей в заданное время. Возможна смена ключей по специальному сообщению OPTASKLINK message. Для загрузки ключей в SDU, оператор должен определить, в какие ячейки будет записан ключ — чётные или нечётные. 1 января 1985 было принято решение года положить этот день как нулевой и уже от него вести отсчёт. В конце криптографического периода все ключи, которые использовались, автоматически удаляются из SDU.

## Новые возможности

### Число участников
По сравнению с Link 11, число участников информационного обмена значительно увеличилось. Идентификатор участника (JU) является КОД-КАДР выраженный выше, представленный в виде ….5-значным восьмеричным числом от 00001 до 77777 (от 1 до 32 767 в десятеричном формате что эквивалентно 32 766 участников). Идентификаторы от 00001 до 00177 обычно отводятся участникам, которые параллельно участвуют в обмене по Link 11. У этих участников номера в Link 11 и Link 16 совпадают. Например, JU 00043 соответствует PU 043.

### Число треков
Link 16 значительно увеличило число траекторий отслеживаемых объектов (треков), передаваемых в системе. В Link 11 номер трека представлял собой 4-разрядное восьмеричное число от 0001 до 7777. Link 16 предусматривает номер трека в виде пятизначного алфавитно-цифрового кода в диапазонах от 00001 до 77777 (восьмеричные числа) и от 0А000 до ZZ777 (восьмеричные цифры в трёх младших позициях, буква в 4-м разряде, цифра или буква в старшем разряде), всего 524 284 кода по сравнению с 4092 кодами, обеспечиваемыми Link 11.
Для совместимости с Link 11, номера от 00200 до 07777 обозначают те же треки, что и 0200—7777 в Link 11.

### Качество трека
Величина TQ (Track Quality, качество трека) принимает в Link 16 значение от 0 до 15. Значение 15 означает, что отклонение точки от указанной цели — не более 15 м.

### Данные о треке
Link 16 значительно расширил информацию о треке в поле ID (Track Identification). Здесь указывается тип платформы, активность, тип и государственная принадлежность цели.